# Leone Traverso
Leone Traverso (Bagnoli di Sopra, 10 aprile 1910 – Urbino, 28 agosto 1968) è stato un traduttore italiano.

## Biografia
Era l'undicesimo dei dodici figli di una famiglia di agiati agricoltori. Dopo aver conseguito la maturità classica presso il liceo "Tito Livio" di Padova, con voti eccellenti in greco e latino, si iscrisse al corso di lettere antiche dell'Università di Firenze, passando poi al corso di lingue moderne. Nell'ateneo toscano conobbe Carlo Bo e altri letterati che formeranno il gruppo degli ermetici, tra cui Oreste Macrì e Mario Luzi. Dopo un soggiorno a Vienna, dove studiò l'opera di Rainer Maria Rilke, si laureò con Giorgio Pasquali nel 1932, con una tesi sul grande poeta austriaco.
Dal 1932 al 1934 insegnò latino e greco in licei di La Spezia e Arezzo, poi tornò in Veneto, stabilendosi a Conselve, per approfondire i suoi studi letterari e per svolgere l'attività di traduttore. Nel 1935, dopo aver vinto una borsa di ricerca, trascorse un anno a Berlino, dove conobbe lo scrittore Felix Hartung.
Nel 1937 ebbe inizio la sua carriera di traduttore, con la raccolta poetica Elegie duinesi di Rilke. Si concentrò soprattutto su autori tedeschi (Hugo von Hofmannsthal, Friedrich Hölderlin, Heinrich von Kleist, ecc.) e sui grandi tragediografi greci (Eschilo, Euripide, Sofocle). Tradusse anche opere di Góngora, Yeats, Pound e Éluard. Pubblicò molti di questi autori con la casa editrice Cederna.
Scrisse molti articoli per riviste e quotidiani, partecipando anche a programmi radiofonici. Fece molti viaggi all'estero, tra cui nel 1939 un lungo soggiorno a Colonia e poi a Parigi. Dal 1943 fino alla fine della guerra visse a Venezia, poi si stabilì a Firenze. Nel 1951 iniziò ad insegnare lingua e letteratura tedesca e filologia germanica alla Facoltà di Magistero dell'Università di Urbino, di cui Carlo Bo era rettore.
Gli ultimi anni della sua vita furono segnati da gravi problemi di salute. Morì improvvisamente nella sua casa di Urbino il 28 agosto 1968. Lasciò in donazione all'Università di Urbino la sua vasta biblioteca personale. È conservata presso l'Istituto di Lingue e Letterature Straniere, che porta ora il suo nome.
Fu legato da una lunga amicizia, per un certo tempo anche da un legame sentimentale, con la poetessa e traduttrice Cristina Campo. Di quest'ultima la casa editrice Adelphi ha edito nel 2007 la raccolta di corrispondenza Caro Bul. Lettere a Leone Traverso (1953-1967).

## Omaggi
A Leone Traverso Alfonso Gatto dedicò il componimento Philosophenweg, contenuto in Osteria Flegrea (1962).
A Leone Traverso è il titolo di una poesia di Eugenio Montale in due parti: I Quando l'indiavolata gioca a nascondino (25 dicembre 1970) e II Sognai anch'io di essere un giorno mestre (14 dicembre 1971). La poesia è contenuta nella raccolta Diario del '71 e del '72 (1973).
Gli organizzatori del Premio Monselice hanno istituito in sua memoria dal 1973 il "Premio Leone Traverso - opera prima", destinato alla prima opera di un traduttore italiano, scritta nell'ultimo biennio.
Una lapide fu posta in sua memoria a Urbino, forse dettata da Cristina Campo:
"Qui per lunghi anni LEONE TRAVERSO filologo poeta traduttore grande visse e comunicò il suo sogno di perfezione. Nel decimo anno della morte l'Università pose - 28 agosto 1978" .